# Cosmoptychius
Cosmoptychius è un genere estinto di pesci ossei a pinne raggiate (Actinopterygii) vissuto durante il Mississippiano (Carbonifero inferiore), in particolare nel Viséano della Scozia. Il genere Cosmoptychius contiene una sola specie nota, Cosmoptychius striatus.

## Descrizione
I rappresentanti del genere Cosmoptychius possedevano un corpo fusiforme, con scaglie ganoidi e caratteristiche primitive degli attinotterigi, come una pinna caudale eterocerca. Il cranio è caratterizzato da un suspensorium obliquo e dalla particolare conformazione dell'apparato opercolare. Le ossa suprascapolari sono robuste, con estremità posteriore smussata, e sono unite a un'unica coppia di strette ossa extrascapolari. I parietali sono piccoli e di forma quadrata, mentre la maggior parte del tetto cranico è costituita dai grandi frontali rettangolari. I dermopterotici sono di piccole dimensioni.

## Classificazione
La specie Cosmoptychius striatus è documentata in numerosi esemplari provenienti dalla Formazione di Wardie Shale, ma anche dal gruppo più recente delle marne bituminose scozzesi, in particolare nel sito paleontologico di East Kirkton. La specie è stata segnalata anche a Foulden (Berwickshire).
Inizialmente Cosmoptychius fu classificato tra i Palaeonisciformes, un raggruppamento attualmente considerato parafiletico e comprendente forme basali degli attinotterigi. In seguito è stato interpretato da alcuni autori come un neotterigio basale, ma più recentemente è stato considerato un rappresentante basale del gruppo degli Actinopteri.

## Paleoecologia
Cosmoptychius abitava probabilmente ambienti d'acqua dolce o estuarini, come testimoniato dai sedimenti in cui sono stati rinvenuti i suoi fossili. 